# Starčevo-Kultur

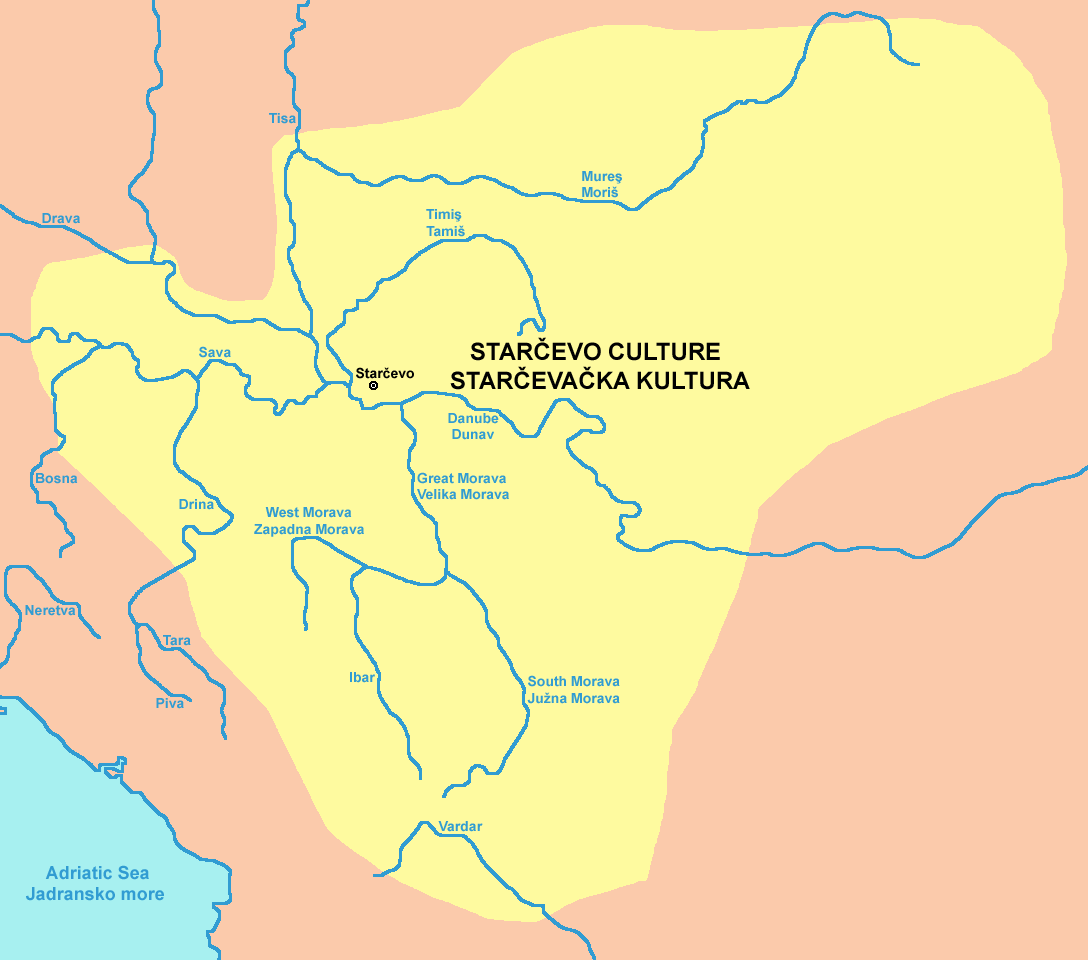
Verbreitung des Starčevo-Körös-Criș Komplexes, im Osten fehlt Moldawien, im Norden das obere Theiß-Gebiet

Die frühneolithische Starčevo-Kultur datiert zwischen ca. 6000 und 5400 v. Chr. Sie wurde nach der Fundstätte Starčevo bei Pančevo (Serbien) benannt. Sie erstreckte sich über Südwestungarn, Serbien, Nordkroatien, Nordmazedonien und Teile Bosniens.
Die Starčevo-Kultur in Südwestungarn und Serbien, die Körös-Kultur in Ostungarn und deren rumänisches Pendant, die Criş-Kultur, treten vor 6000 noch überregional einheitlich in Erscheinung und verkörpern die erste Neolithisierungswelle. Nach 6000 setzt eine Differenzierung des Keramik-Stils ein, die in der Ausprägung des Starčevo-Körös-Criș-Komplexes mündete.
V. Milojčić (1949) teilte die Starčevo-Kultur in die Stufen I–IV.

## Fundgeschichte
Die Ortschaft Starčevo fand ab dem Jahre 1912 wissenschaftliches Interesse, als beim Tonabbau für eine Ziegelei archäologisches Material gefunden wurde. Im Jahre 1928 begann die eigentliche systematische Forschung. Die Starčevo-Kultur wurde nach dem im Jahre 1931 bis 1932 durch das University of Pennsylvania Museum of Archaeology and Anthropology (Philadelphia), das Peabody Museum of Archaeology and Ethnology der Harvard University (Massachusetts), das Fogg Art Museum, ebenfalls Harvard University, und die American School of Prehistoric Research unter der Leitung von Vladimir J. Fewkes (1901–1941), Robert W. Ehrich (* 1908) und Miodrag Grbić (1901–1969) ergrabenen Fundort von Starčevo-”Grad” bei Pančevo acht Kilometer südöstlich von Belgrad benannt. Spätere Ausgrabungen wurden 1969 bis 1970 unter der Leitung von Drage Garašanin von der New York City University durchgeführt.
Weitere Fundorte sind die Siedlungen von Divostin, Donja Branjevina, Obre I und Vinkovci.

## Lebensweise
Holm und andere Autoren nehmen an, dass die Nordausbreitung landwirtschaftlicher Lebensweise nach Europa, also das frühe Neolithikum, durch das Klimaoptimum des Atlantikums begünstigt wurde, dessen Temperaturen deutlich höher lagen als heute.
Mit dem Auftreten des Starčevo-Körös-Criș-Komplexes können im transdanubischen Raum erstmals Ackerbau und Viehzucht festgestellt werden. Die Bauern hielten Schafe, Ziegen, Rinder, Schweine und Hunde und kultivierten daneben Emmer, Einkorn, Weizen, Linsen und Erbsen. Die ergänzende Jagd war noch nicht in den Hintergrund getreten.

## Verwandte Kulturen
Verwandte Kulturen sind die makedonische Gruppe Anzabegovo-Vrsnik und die Gruppe Veluška Tumba-Porodin. Verbindungen gibt es auch zum bulgarischen Frühneolithikum, besonders was die Hausformen betrifft. Die Keramik ist dagegen in der Spätphase vorwiegend organisch gemagert und weniger häufig bemalt. Die Starčevo-Kultur wird als Vorläufer der Linienbandkeramik betrachtet.

## Siedlungswesen
Im Südosten des Verbreitungsgebiets sind vor allem Tellsiedlungen bekannt, weiter im Westen, besonders in Transdanubien Flachsiedlungen.
Der Forschungsstand im ehemaligen Jugoslawien ist eher schlecht, sodass nur wenige Hausgrundrisse der Starčevo-Kultur bekannt sind. Es handelt sich um kleine Bauten mit Wänden aus Pfosten, deren Zwischenräume mit Flechtwerk und Lehm verkleidet waren. Die Fußböden bestanden aus Stampflehm, flachen Kiesel oder mit Lehm bedeckten Rollbalken. Die Wände bestanden meist aus Flechtwerk. Möglicherweise gab es auch sogenannte Halbgrubenhäuser, also eingetiefte Hausbauten. Die Häuser der Starčevo-Schichten in Lepenski Vir waren trapezförmige und hatten Steinfußböden. Sie waren in geraden Reihen angelegt. In Amzabegovo hatten die Häuser Steinfundamente, und es wurden Lehmziegel und Stampflehm verwendet. Naumov (2013) führt dies auf Einflüsse aus Nord-Griechenland zurück.
Die Häuser aus Veluška Tumba sind 11–12 m lang, meist sind sie aber kleiner.
Aus Veluška Tumba, Porodin und Dobromiri sind Tongebilde bekannt, die als Hausmodelle gedeutet werden. Danach hätten die Häuser First- oder Spitzdächer gehabt, vermutlich aus Stroh, das mit Seilen befestigt war. Falls es sich bei dem Idolen von Majdari und Govrlevo tatsächlich um Hausmodelle handelt, könnten sie als Belege für Flachdächer herangezogen werden. Das Modell von Topolčani stellt vielleicht auch eine Tür dar.

## Stein- und Knochengeräte
An Werkzeugen sind Silexgeräte, meist aus Klingen, und leistenförmige geschliffene Steinbeile bekannt. Aus Knochen wurden Angelhaken und Harpunen, Spatulae sowie Polierscheiben für Tonwaren hergestellt.

## Keramik
Das Formenspektrum der Starčevo-Kultur umfasst halb- bis dreiviertelkugelige Gefäße, Schüsseln und Schalen, die bisweilen auf Füßen ruhen, Flaschen und große Vorratsgefäße. Während die Grobkeramik oft Schlickrauung (Barbotine), Fingerkerben oder Fingerkniffe, Warzen etc. als Verzierung aufweist, ist ein geringer Prozentsatz (etwa 2–3 %) der Feinkeramik bemalt. Auf Grund dieser Bemalung wird die Starčevo-Kultur in mehrere Stufen untergliedert. Nach Garašanin ist die älteste Keramik monochrom. Darauf folgt eine Stufe mit Bemalung in weiß-auf-rot. An Motiven finden sich Tupfen, Netzmuster, rekti- und kurvilineare Formen (florale Muster, Spiralen etc.). Die Stufen mit monochromer und weiß-auf-rot bemalter Keramik werden als Proto-Starčevo zusammengefasst. Das klassische Starčevo zeigt schließlich Bemalung in dunkel-auf-hell. Auch hier kommen kurvi- und rektilineare Motive vor.

## Kultgegenstände
Die Menschen der Starčevo-Kultur fertigten anthropomorphe Plastiken aus Ton. Einige sind ungegliedert und von säulenartiger Form; andere wirken naturnäher, sie weisen einen langen stabartigen Hals, einen reduzierten Oberkörper und ein stark betontes Gesäß mit ausladenden Hüften auf (Steatopygie). Fast alle diese kleinen Statuetten sind zerbrochen, wohl mit Absicht. Auch drei- oder vierbeinige, an Hocker oder „Altärchen“ erinnernde Objekte, deren Verwendungszweck unklar ist, werden oft als Kultgegenstände gedeutet.

## Musikinstrumente
An der Grabungsstelle in Brunn am Gebirge in Niederösterreich wurde eine der ältesten Gefäßflöten aus Ton gesichert. Das Musikinstrument datierte ins 6. Jahrtausend v. Chr. und gehörte zur Starčevo-Kultur.

## Totenritual
Echte Gräberfelder sind aus der Starčevo-Kultur nicht bekannt. Die wenigen Bestattungen, die wir kennen, sind in Hocker-Lage in Siedlungsgruben begraben. Selten nur wurden Beigaben in die Gräber gelegt, etwa in Form grober und feiner bemalter Gefäße, was uns durch die Ausgrabungen in Tečić bei Kragujevac bekannt wurde und auf den Glauben an das Leben nach dem Tode hinweist. In Golokut wurden zwei Bestattungen in einem sogenannten Grubenhaus gefunden. Das Skelett einer älteren Frau war vom Schädel eines Auerochsen begleitet und eine Skapula lag im Beinbereich.

## Wichtige Fundorte
Der eponyme Fundort Starčevo ist bis heute nicht ausführlich publiziert worden. Die meisten Siedlungen sind nur durch kurze Vorberichte bekannt. Gut veröffentlicht sind die Fundstellen Divostin und, in mehreren, allerdings schwer zugänglichen Artikeln, Donja Branjevina. Weitere wichtige Fundorte sind
- Amzabegovo (Makedonien)
- Blagotin
- Crnokalačka Bara
- Gornja Tuzla, rund 10 km von Tuzla entfernt
- Grivac
- Lepenski Vir
- Ostrovu Golu
- Slavonski Brod
- Tečić
- Veluška Tumba (Makedonien)

## Herkunft

### Archäologische Thesen
Es ist allgemein akzeptiert, dass sich die neolithische (agrikulturelle) Lebensweise entlang alter, mesolithischer Handelsrouten ausbreitete.
Gewöhnlich wurde die Ausbreitung des Neolithikums von Anatolien auf den Balkan und weiter nach Mitteleuropa als Ergebnis einer Migration interpretiert. Es gibt jedoch auch Autoren, die für einen Kulturtransfer ohne Migration argumentieren. Robin Dennell etwa argumentierte für einen Neolithisierungsprozess, der weitgehend von den einheimischen Jägern und Sammlern getragen wurde. Auch das einflussreiche Buch „The Domestication of Europe“ von Ian Hodder betonte vor allem soziale Veränderungen, die mit einer sesshaften Lebensweise einhergehen und diskutierte Migrationen kaum. Douglas Baileys Handbuch „Balkan Prehistory“ ignoriert das Thema Migration weitgehend und diskutiert stattdessen den Balkan und Griechenland „vor und nach 6500 BC“. Archäobotanische Studien belegen, dass die Mehrzahl der Domestikate aus Südosteuropa stammt. Nur wenige potentielle frühe Domestikate, wie Einkorn und verschiedene wilde Hülsenfrüchte wuchsen auch in Griechenland und dem westlichen Mittelmeerraum. Sandor Bökönyi diskutierte eine mögliche europäische Domestikation des Wildrindes. Genetische Studien konnten jedoch zeigen, dass die Domestikate überwiegend aus dem vorderen Orient stammten, auch wenn, wie im Falle des Hausschweins einheimische Wildtiere eingekreuzt werden konnten. Im englischen Sprachraum war es vor allem Colin Renfrew mit seiner These der Ausbreitung der indogermanischen Sprachen in Zusammenhang mit der Neolithisierung (Anatolien-Hypothese), der wieder eine Migration propagierte. In Mittel- und Osteuropa wurde das Migrationsmodell so gut wie nie in Frage gestellt.

### Genetische Untersuchungen
Die Paläo-Genetik stellt anhand erhaltener DNA die Abstammung der Träger der Starčevo-Kultur fest. Im Rahmen eines Projekts der Deutschen Forschungsgemeinschaft waren 2008–2009 mehr als 600 Proben für aDNA-Analysen aus Transdanubien, Kroatien und der Slowakei gewonnen worden. Um zu statistisch evaluierbarem Datenmaterial zu kommen, wurden aus jeder Kultur des neolithischen Transdanubien mindestens 50 Proben (Bestattungen) verwertet. Anna Szécsényi-Nagy gelangt in ihrer Dissertation zur Auswertung dieses Projekts auf Grund der Analyse von 44 Bestattungen der Starcevo-Kultur aus dem westlichen Ungarn zu dem Ergebnis, dass die Menschen dieser Kultur mit heutigen Völkern Kleinasiens, insbesondere Anatoliens und des angrenzenden vorderen Orients, verwandt waren – väterlicherseits vorwiegend Y-DNA Haplogruppe G2a, mütterlich mtDNA Haplogruppen K, N1a, T2, J, in geringerem Umfang auch X und H, V und nur sehr geringe Anteile der U – nicht aber mit den in Europa ansässigen prähistorischen Jägern und Sammlern (vorwiegend mtDNA Haplogruppe U). Die größte genetische Nähe (Y-chromosomale genetische Distanz F ST) der Starčevo-Linearbandkeramik-Gruppe wurde zu den heutigen Osseten, Abchasen und anderen Völkern des Nordkaukasus und Georgiens gefunden.
Vom Südostbalkan aus breiteten sich danach Bauern ab etwa 6200 v. Chr. (Fundstätte Blagotin-Poljna) als Träger der Starčevo-Kultur sehr schnell in Richtung Nordwesten (Ungarn) aus.
„Neben der Mehrheit der Haplogruppe G2a“ hielten sich im Ausbreitungsgebiet Träger altansässiger Haplotypen wie in der ungarischen Region Alföld (Fundort Tiszaszőlős-Domaháza) ein der Körös-Kultur zugerechneter Mann (Individuum KO1, 5650–5780 cal BC), der die Y-DNA-Haplogruppe I2a (R3 mtDNA) aufwies, die mit ursprünglichen Jäger- und Sammler-Kulturen in Verbindung zu bringen ist. Dieser Mann KO1 war dunkelbraunhaarig und blauäugig.
Ein Individuum aus dem Körös-Fundort Berettyóújfalu-Morotva-liget (KO2, 5570–5710 cal BC, Haplogruppe K1 der mtDNA) passt gut zu anderen neolithischen Individuen aus Anatolien, Mittel- und Westeuropa.
Eszter Bánffy nimmt an, dass die Träger der Starcevo-Kultur über das Tal der Morava nach Mitteleuropa einwanderten. Genetische Kontinuität besteht nach Szécsényi-Nagy zwischen der Starčevo-Kultur und ihrer archäologischen Nachfolgekultur, der sich über Mitteleuropa ausbreitenden Linearbandkeramik. Beide zählten zu den ersten mitteleuropäischen Bauerngesellschaften.
Die zahlreichen Skelettfunde des neolithischen Karpathenbeckens sind intensiv osteologisch, besonders kraniometrisch, untersucht worden. Im Ergebnis zeigten die Untersuchungen von 56 Starcevo-Skeletten grazile, mediterran wirkende Menschen.
Der maternale Genpool der Starčevo-Bauern wie auch der zeitlich folgenden Linearbandkeramiker war stark durchmischt, der paternale hingegen (Y-Haplogruppe G) nicht. Das deutet auf eine patrilokale und patrilineare Gesellschaftsstruktur hin, in der jeweils die weiblichen Heiratspartner woanders herstammten und zu den Männern hinzogen.

## Wanderungswege neolithischer Bauern
Die Wanderungsrichtungen der ersten frühen Bauern in Europa verliefen von Südost nach Nordwest. Dieses Ergebnis der Genetik deckt sich insoweit mit nur archäologisch erschlossenen Befunden. Es ist jetzt klar, dass neolithische Genome aus Ungarn (wie der Starcevo-Kultur), Deutschland (wie der Linienbandkeramiker), Spanien und Skandinavien mehrheitlich mit den frühen Bauern aus dem Süden übereinstimmen. Ihr Genom ist im Frühneolithikum wie hier bei der Starcevo-Kultur und der in Mitteleuropa anschließenden Linienbandkeramik nachweisbar, aber auch in Spanien und veranschaulicht verschiedene Ausbreitungswege. Im mittleren Neolithikum findet es sich bis Skandinavien und Irland.